# لورنس برودريك
لورنس برودريك (بالإنجليزية: Laurence Broderick)‏ هو نحات بريطاني، ولد في 1935 في برستل في المملكة المتحدة.

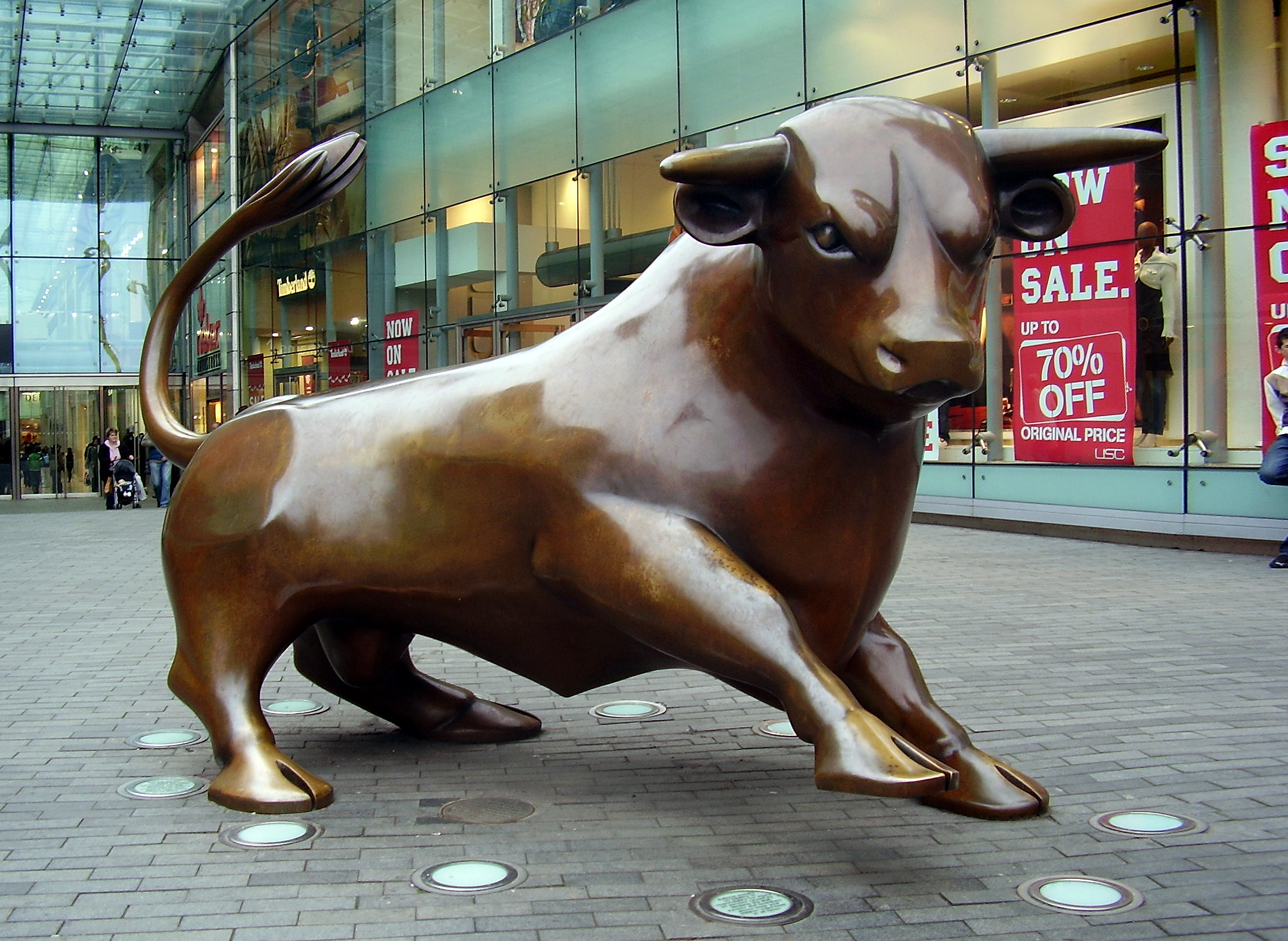
The Bull.